# Mattia Bellini
Mattia Bellini (Padova, 8 febbraio 1994) è un rugbista a 15 italiano, utility back del Petrarca.

## Biografia
Bellini iniziò a giocare a rugby con il Petrarca, squadra della sua città natale, approdando nel 2012, all'età di 18 anni, nel campionato di Eccellenza (esordio il 7 ottobre contro Rovigo) e, a seguire, all'Italia Under-20.
Nel 2015 fu aggregato come permit player alla franchigia delle Zebre in Pro12.
Esordì internazionalmente per l'Italia durante il Sei Nazioni 2016 contro la Francia, giocando poi tutte le partite del torneo. Al termine della stagione lasciò la squadra di Padova e passò definitivamente alle Zebre.
Ha preso parte alla Coppa del Mondo 2019, la sua prima assoluta.
Ad aprile 2022 si trasferisce al Benetton Treviso rimanendo nella franchigia trevigiana fino all'estate 2023.
Fa così il suo ritorno al club patavino e con cui diventa Campione d'Italia nella stagione successiva.

## Carriera internazionale
Bellini è stato selezionato in tutte le nazionali giovanili italiane (U17, U18, U20), partecipando alla Junior Rugby World Cup 2014 in Nuova Zelanda. Con la nazionale maggiore ha collezionato 31 presenze e 11 mete tra il 2016 e il 2022, disputando sei edizioni del Sei Nazioni e la Coppa del Mondo di rugby 2019. Ha vestito anche la maglia dell’Italia A e della nazionale 7s.

## Infortunio e ritorno
Durante la semifinale del campionato 2023–2024 tra Rovigo e Petrarca, Bellini ha subito un grave infortunio al ginocchio destro, già operato nel 2016.
Dopo 11 mesi di stop, è rientrato in campo con la Serie A1 del Petrarca, contribuendo alla parte finale della stagione 2024–2025.

## Palmarès
Club
- Campione d’Italia: 2023–2024 (Petrarca)

Statistiche
- 67 presenze – 21 mete con Zebre
- 12 presenze – 4 mete con Benetton
- 31 caps – 11 mete con la Nazionale maggiore